# Nõmme (Haapsalu)
Koordinaten: 58° 56′ N, 23° 27′ O
Nõmme ist ein Dorf (estnisch küla) in der Stadtgemeinde Haapsalu (bis 2017: Landgemeinde Ridala) im Kreis Lääne in Estland.

## Einwohnerschaft und Lage

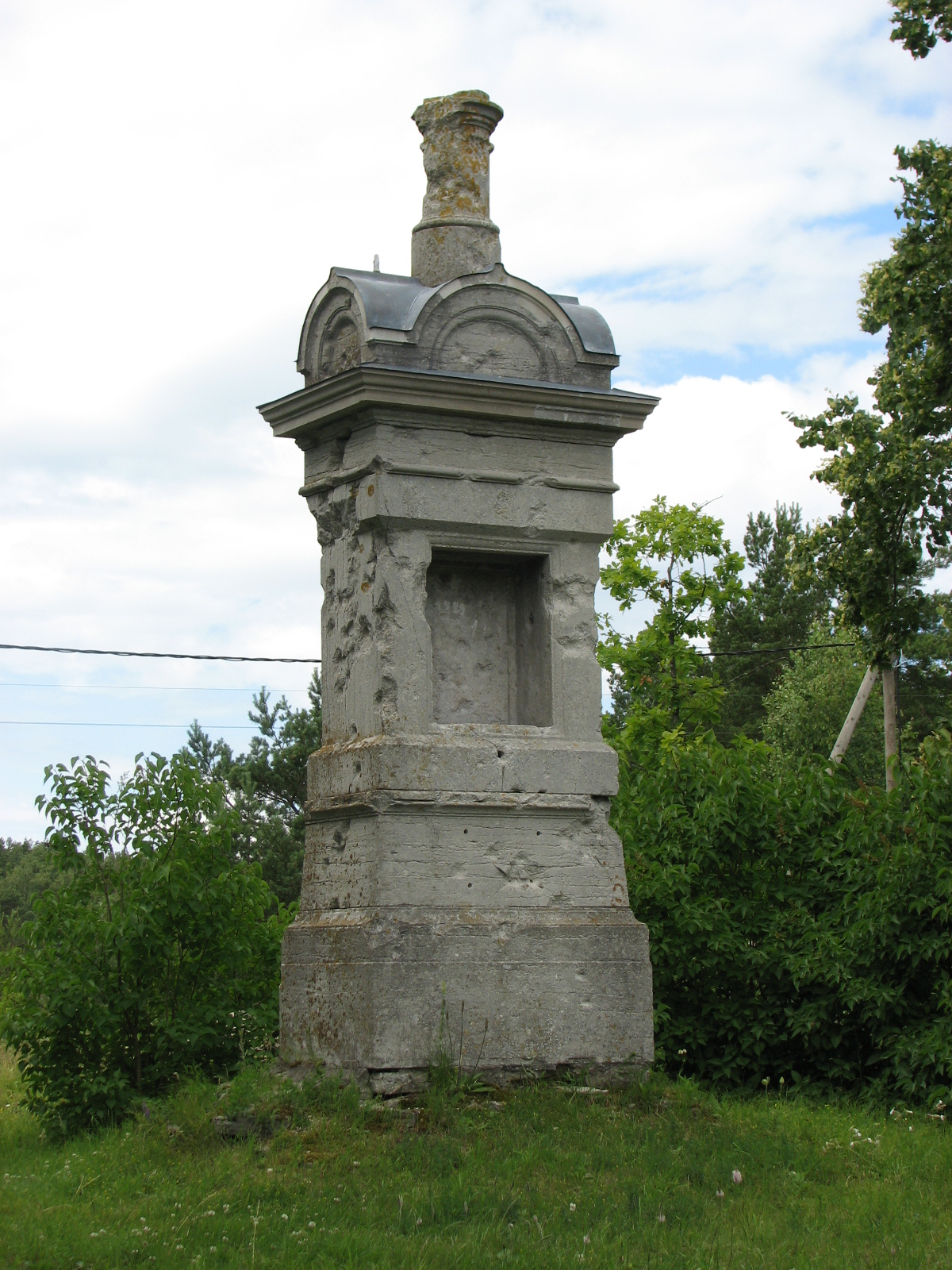
Denkmal für den russischen Zaren Alexander III.

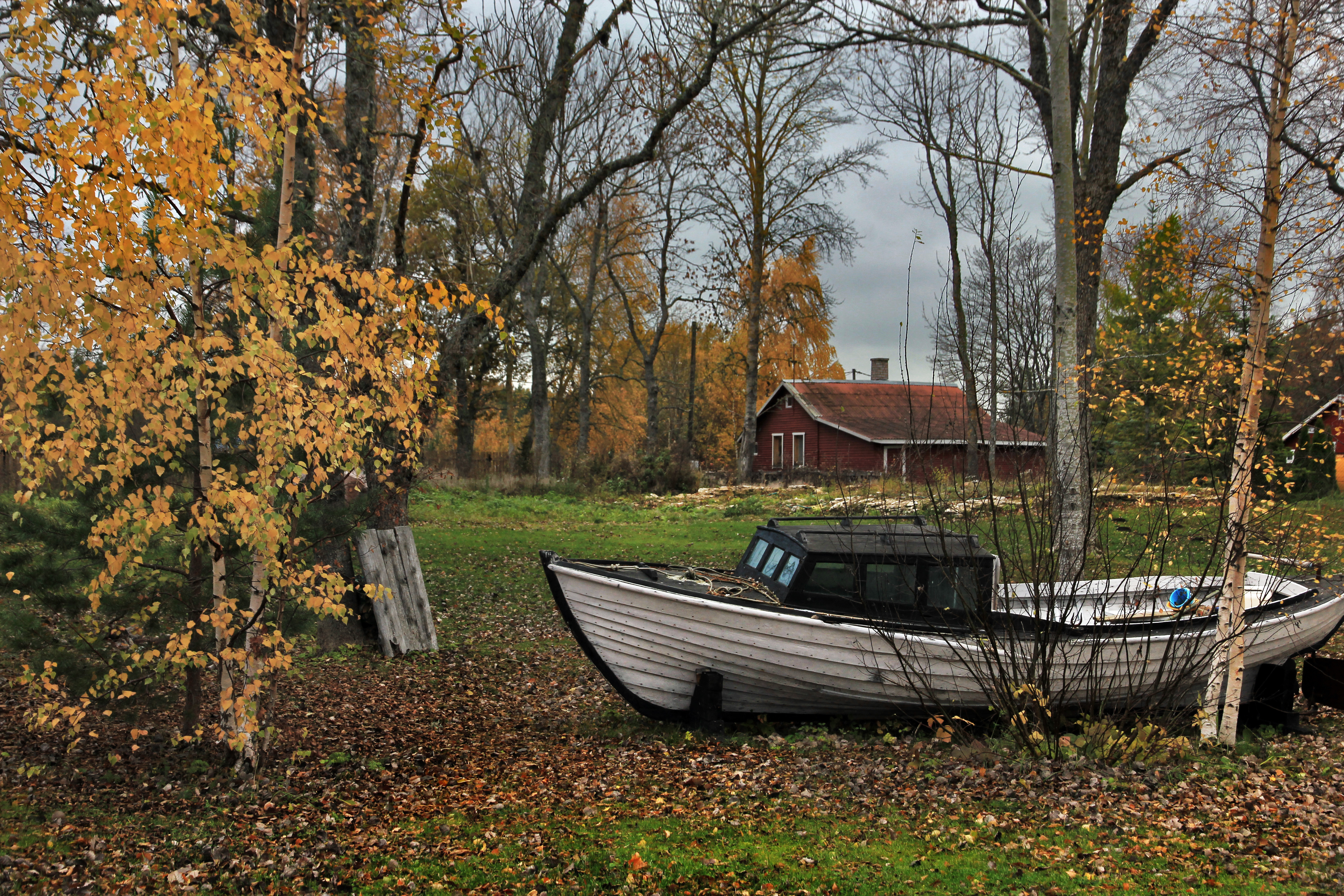
Landschaft bei Pullapää

Der Ort hat 26 Einwohner (Stand 31. Dezember 2011). Er liegt sechs Kilometer östlich der Kernstadt Haapsalu.

## Kap Pullapää
Nördlich des Dorfes ragt die Landspitze Pullapää (deutsch Pullapae) in die Ostsee hinein.
1391 wurde dort das schwedischsprachige Dorf Pullenpe erstmals urkundlich erwähnt. Die Gegend an der Bucht von Haapsalu (Haapsalu laht) ist heute bei Naturtouristen beliebt. Der bis zu sechs Meter hohe Klint und die 16 Meter hohe Anhöhe Klindimägi in einem Laubwald bieten einen weiten Blick über das Meer. Westlich davon erstreckt sich die Halbinsel Pinukse.
1896 wurde auf Pullapää ein Denkmal für den verstorbenen russischen Zaren Alexander III. errichtet. Alexander III. hatte mit seiner Familie 1871 und 1880 Urlaube in der Gegend verbracht. Das Denkmal wurde im Revolutionsjahr 1917 stark beschädigt, später aber teilweise wiederhergestellt.
1939 erklärte die Rote Armee die Halbinsel zur geschlossenen Zone und errichtete dort eine Raketenbasis.